# Fort James (Gàmbia)
Fort James fou una fortalesa anglesa i britànica de l'Àfrica occidental, ocupant gairebé la totalitat de l'illa de James (James Island). L'illa de James es troba a uns 32 km (20 milles) de la boca del Gàmbia, propera a la riba nord del riu. La fortalesa fou fundada el 1651 com a Fort Jakob pels curlandesos sobre l'illa que anomenaven Sant Andreu, però el 1661 va caure en mans dels britànics i l'illa i el fort foren rebatejats en honor de Jaume (James) el duc de York. Vegeu Gàmbia Curlandesa.
Avui en dia, Fort James està tal com els francesos el va deixar el 1778, encara que l'erosió ha cobrat també el seu preu, escombrant les restes de les bateries i algunes de les dependències. Les mines franceses van danyar cada part de la fortalesa, però encara hi ha restes considerables. En alguns llocs, les parets han sobreviscut a la seva altura completa i és fàcil d'apreciar el que el fort ha d'haver semblat abans que fos enderrocat. Una torre de metall s'ha construït sobre el bastió oest per ajudar el trànsit del riu i hi ha un nou moll al costat nord-est de l'illa, però a part d'això, és verge. L'illa es pot visitar avui, juntament amb el museu de l'esclavatge que hi ha a la propera Albreda.
Fort James i els seus llocs relacionats han estat designats com a Patrimoni de la Humanitat per la UNESCO. Hi ha dues maneres d'arribar a l'illa de James. Una d'elles és prendre un vaixell directament des de Banjul i l'altra és agafar el ferri des Banjul a Barra (on es troba Fort Bullen) i un taxi o camioneta fins a Juffureh.

## Història
Els primers visitants europeus foren els portuguesos el 1455, en una expedició dirigida per Luiz de Cadamosto que es va aturar per enterrar a un mariner de nom André que havia mort de malaltia; els portuguesos van donar a l'illa el nom de Santo André. El 1588 els anglesos van reclamar l'illa que fou concedida a la Company of Devon and London Merchants per la reina Elisabet I d'Anglaterra, però no es va procedir a fer cap establiment; el 1618 altre cop els anglesos van reclamar l'illa i el rei Jaume I d'Anglaterra la va concedir a la Company of Adventurers of London, que hi va enviar a George Thompson (mort el 1619) o després a Richard Jobson, però després de 1624 no consta cap més activitat.
Els curlandesos van arribar el 1651 i van establir tres forts o factories: una a la boca del riu a l'illa de Santa Maria (Fort Bayona, abandonat uns anys després), un a l'illa de Sant Andreu, anomenat Fort Jakob, i un tercer a la riba nord del riu, a Juffureh. El 1659 els establiments curlandesos van caure en mans dels holandesos. Vegeu Gàmbia Holandesa. Al principi de 1660 uns pirates francesos a sou dels suecs van atacar l'illa. Els pirates van acabar venent l'illa altres cop als holandesos, però la població local, molt lleial als curlandesos, va obligar a reconèixer els drets de Curlàndia i va obligar els holandesos a retirar-se en impedir el proveïment d'aigua a la costa (l'illa no tenia aigua). Els curlandesos van retornar i van reparar la fortalesa el 1661 però al cap de pocs dies l'almirall Robert Holmes es va presentar exigint l'entrega de Fort Jakob als anglesos i la guarnició curlandesa es va acabar rendint sense disparar un tret. Holmes actuava per compte de la Companyia d'Aventurers Reials a l'Àfrica fundada el 1660, la qual va passar a administrar el fort i les seves dependències. L'illa i el fort van agafar el nom de James, pel president de la Companyia, Jaume duc de York, futur rei Jaume II d'Anglaterra. Holmes va construir també un fort petit a Dog Island, que va anomenar Fort Charles (per Carles II d'Anglaterra) però fou abandonat el 1666. El 1664 Curlàndia i Holanda van cedir formalment les seves possessions i drets a Anglaterra.
Fort James era una fortalesa quadrada amb quatre bastions o torres als cantons, i contenia les habitacions del governador i els quarters de la tropa. Una torre tenia tres pisos amb una plataforma al sostre formant un lloc d'observació. Això va permetre a la guarnició de detectar qualsevol vaixell pujant el riu molt abans que arribés. Fora del centre de la fortalesa hi havia diversos magatzems i altres dependències, inclòs l'allotjament per als esclaus. L'illa James va tenir un paper important en el comerç d'esclaus, amb els esclaus que es quedaven allà abans de ser posats en vaixells i portats a les Antilles. Els curlandesos havien començat a canviar bens per esclaus que enviaven a la seva colònia de Tobago, però va ser sota els anglesos (més tard els britànics) que el comerç d'esclaus al riu Gàmbia es va accelerar. La línia de la platja de l'illa es va estabilitzar amb pilons en un intent de lluitar contra l'erosió causada pel cabal del riu i les marees. Hi havia tres bateries a la riba fora de la fortalesa, dos en direcció riu avall i un riu amunt. Aquestes bateries, que muntaven 4 o 5 canons cadascun, van ser dissenyades per donar el control del riu a la guarnició, negant l'accés a les nacions rivals pel lliure comerç. No obstant això, Fort James tenia un seriós desavantatge en el fet que no hi havia aigua potable a l'illa. El tram del Gàmbia on es troba, la marea i l'aigua és salada, de manera que la guarnició va haver de fer freqüents viatges al continent per obtenir aigua dolça. Així que, encara que Fort James podria fàcilment ser defensada perquè estava en una illa, sempre depenia de solucions amistoses als marges del riu per a l'aigua potable.
En 1681 els francesos van establir un lloc comercial a Albreda, a la riba nord del riu al costat de Juffureh i prop de James Island. Això va marcar el començament de la rivalitat anglo-francesa per al control del riu Gàmbia. En 1688 en esclatar la Guerra de la Gran Aliança, va esdevenir una oportunitat perquè les dues nacions intentessin fer mal al comerç del seu rival a l'Àfrica occidental. En 1692 els anglesos van capturar amb èxit els assentaments francesos de Saint Louis i de l'illa de Gorée, però aquests van ser recuperats ràpidament pels francesos. En 1695, després de la reconquesta de Gorée, una esquadra francesa de 6 vaixells va navegar pel riu Gàmbia i va atacar Fort James. La guarnició estava afeblida per la febre i el governador es va rendir quan només s'havien llençat dos projectils contra la fortalesa. La força francesa va fer destruccions al fort, però més tard la Companyia Africana Francesa va ocupar l'illa i va planejar reparar-lo però no hi va ser a temps. Al final Fort James va retornar a Anglaterra pel Tractat de Rijswijk de 1697 abans de l'inici de qualsevol treball de reparació. La fortalesa va ser reconstruïda entre 1699 i 1701, amb el mateix disseny que havia tingut abans.
La guerra va esclatar de nou en 1702 i Fort James va ser atacat pels francesos el 1702, danyat per un incendi en 1703, atacat altre cop el 1704, i va patir un motí en 1708, que encara que fou dominat va provocar la demolició i abandonament de la fortalesa el 20 de maig del 1709 quedant en mans dels francesos. En 1713, el Tractat d'Utrecht va restituir l'illa de James a Gran Bretanya.
Un cop tornat a mans britàniques, la fortalesa va ser reconstruïda a partir de 1714 fins al 1717 i es va construir un polvorí. En 1719 va ser capturat pel pirata Howel Davis, qui va visitar el governador, fent-se passar per un comerciant. Els seus homes van prendre la fortalesa per sorpresa i la van saquejar, però no hi van restar. El 1725, el polvorí va explotar provocant danys importants. Les reparacions en la fortalesa van incloure la construcció d'un annex anomenat l'esperó. Aquest edifici era de dos pisos d'altura i va ser construït al costat sud-est de la fortalesa. Contenia magatzems i allotjament per a la guarnició.
No obstant això, l'annex anomenat "esperó" no va durar molt i va ser demolit vers 1750, potser perquè comprometia la defensa del centre de la fortalesa. Per aquest temps l'erosió s'havia cobrat el seu preu a la costa de l'illa, sobretot a l'extrem sud, on la bateria enfocada riu amunt estava ara sota l'aigua. Les altres dependències sovint foren destruïdes i reconstruïdes durant la història de la fortalesa. Va ser probablement a causa de l'explosió en 1725 que el polvorí es va traslladar a una posició millor sota el bastió de l'est. Magatzems de bales i pólvora es van situar en els bastions del sud i oest, per mantenir aquests elements prop de les armes de foc.
En algun moment del segle xviii una cisterna va ser construïda entre els bastions del nord i est. La nova cisterna, que es va dividir en dues seccions, era molt més gran que les anteriors instal·lacions d'emmagatzematge d'aigua de l'illa, però afectava a les defenses; en estar situada entre dos bastions, bloquejava possibles incendis que es podien estendre a través d'aquests bastions però no obstant això, la cisterna es va fer amb unes cares exteriors en angle de manera que no hi havia espai protegit. També hi havia un parapet en la part superior per als soldats.
El 1755 les fortificacions a l'illa de James van ser examinades per un enginyer anomenat Watson. En aquesta etapa les dues bateries corbes restants estaven en mal estat i una línia de dependències formaven la vora sud-oest de l'illa. D'acord amb les recomanacions de Watson, les dues bateries corbes, juntament amb la bateria recta de set tirs que s'havia establert entre ells, van ser reconstruïdes en maó. Això les va enfortir davant el foc enemic però el més important els protegia de l'erosió.
En 1757, durant la Guerra dels Set Anys, la fortalesa, amb l'assistència dels vaixells britànics que navegaven en zones properes, va repel·lir un atac dels corsaris francesos. En revenja Fort Albreda va ser cremat i els britànics van prendre les colònies franceses al Senegal. El 1765 Fort James va esdevenir la capital de la Senegàmbia Britànica. Això demostrava la importància estratègica de la fortalesa. Encara que no era una fortificació de gran complexitat pels estàndards europeus, la seva posició insular controlant el riu Gàmbia la convertia en una de les fortificacions més importants de l'Àfrica Occidental.
En 1768 un intèrpret niumi va ser portat a l'illa i allí va morir en circumstàncies misterioses. En venjança 500 membres de la tribu Niumi van llançar un atac contra el fort. Els niumis atacaven en canoes i es van acostar a l'illa riu avall. L'ús de l'artilleria en les bateries que enfrontaven riu avall, va permetre a la petita guarnició, fortament superada en nombre pels niumis, ser capaç d'evitar que els atacants arribessin a l'illa, enfonsant un nombre de canoes i obligant a la resta a retirar-se a la riba.
A començaments del 1778, durant la Guerra de la Independència dels Estats Units, una flotilla de vaixells francesos va arribar a Fort James, que es va rendir sense disparar un sol tret l'11 de febrer de 1779. Aquesta vegada els francesos van destruir les fortificacions molt més a fons que en ocasions anteriors. Diverses mines van ser detonades per sota dels bastions, la cisterna i dos dels patis. Els edificis a l'interior del centre de fortalesa també van ser volats i els altres edificis a l'illa fora del centre de la fortalesa van ser cremats. La destrucció francesa va tenir l'efecte desitjat; quan va tornar la pau el 1783, els britànics van decidir que la reconstrucció del fort seria massa cara i no el van reocupar.
En 1807 el govern britànic va abolir el comerç d'esclaus i es va fer un esforç per aturar esclavistes estrangers que volien utilitzar el riu Gàmbia. Això va portar a la fundació de Bathurst (avui Banjul) en 1816, a la desembocadura del riu (on els curlandesoss tenien el seu lloc d'avançada, Fort Bayona). James Island va ser esporàdicament ocupada per una petita guàrdia per vigilar els vaixells al riu, però el fort mai va ser reconstruïda. Finalment va ser abandonat el 1829.

## Governadors colonials

### Agents anglesos
- 1661 Francis Kerby
- 1661 - 1662 Morgan Facey
- 1662 - 1664 Stephen Ustick
- 1664 - 1666 John Ladd
- 1666 - 1672 ....
- 1672 - 1674 Rice Wright
- 1674 - 1677 ....
- 1677 - 1680 Thomas Thurloe
- 1680 - 1681 Thomas Forde
- 1681 - 1684 John Kastell
- 1684 - 1688 Alexander Cleeve
- 1688 - 1693 John Booker
- 1693 - 1695 William Heath
- 1695 John Hanbury
- 1695 - 1699 Sota domini de França
- 1699 - 1700 Thomas Corker
- 1700 Paul Pindar
- 1700 - 1701 Thomas Gresham
- 1701 - 1702 Henry Bradshaw
- 1702 - 1703 Humphrey Chishull
- 1703 - 1704 Thomas Weaver
- 1704 - 1706 John Chidley
- 1706 Joseph Dankins (interí)
- 1706 John Tozer
- 1706 - 1709 John Snow
- 1709 - 1713 Sota domini francès
- 1713 - 1714 William Cooke
- 1714 - 1717 David Francis
- 1717 - 1721 Charles Orfeur

### Governadors
- 1721 Thomas Whitney
- 1721 - 1723 Henry Glynne
- 1723 Joseph Willey
- 1723 - 1725 Robert Plunkett
- 1725 - 1728 Anthony Rogers
- 1728 Richard Hull
- 1728 - 1729 Charles Cornewall
- 1729 Daniel Pepper (interí)
- 1729 - 1733 Anthony Rogers
- 1733 - 1737 Richard Hull (segona vegada)
- 1737 - 1745 Charles Orfeur
- 1745 - 1750 John Gootheridge
- 1750 - 1752 James Alison (interí)
- 1752 - 1754 James Skinner
- 1754 - 1755 Robert Lawrie
- 1755 - 1758 Tobias Lisle
- 1758 - 1765 Joseph Debat

### Senegàmbia Britànica
- 25 de maig de 1765 - 11 de febrer de 1779, vegeu Senegàmbia Britànica

### Part de la colònia del Senegal (França)
- 11 de febrer de 1779 - 3 de setembre de 1783, Domini francès

### Sense governador britànic designat
- 3 de setembre de 1783 a 23 d'abril de 1816, Domini Britànic nominal